# Меселу Берхе
Меселу Берхе (англ. Meselu Berhe, 29 травня 1999) — ефіопська легкоатлетка, яка спеціалізується в бігу на середні та довгі дистанції, срібна призерка чемпіонату світу 2018 року серед юніорів у бігу на 3000 метрів.

## Основні міжнародні виступи
| Рік                | Змагання                       | Місто              | Місце              | Дисципліна         | Примітки           |
| Виступи за Ефіопія | Виступи за Ефіопія             | Виступи за Ефіопія | Виступи за Ефіопія | Виступи за Ефіопія | Виступи за Ефіопія |
| ------------------ | ------------------------------ | ------------------ | ------------------ | ------------------ | ------------------ |
| 2017               | Чемпіонат Африки серед юніорів | Тлемсен            | 3                  | 3000 метрів        |                    |
| 2017               | 4                              | 5000 метрів        |                    |                    |                    |
| 2018               | Чемпіонат світу серед юніорів  | Тампере            | 2                  | 3000 метрів        | [ 1 ]              |